# 巨軟梳䲁
巨軟梳䲁（學名：Malacoctenus gigas），為輻鰭魚綱䲁形目脂䲁科軟梳䲁屬的一個種，分布於中太平洋東部加利福尼亞灣海域，深度1至5公尺，本魚頭部細長，吻尖，頭下方位於鰓蓋前部之間，鰓蓋前部有1-2個孔，頸背鬚一對緊密分佈、多分支的觸鬚，間距為觸鬚基部的0.5-1倍寬，背鰭棘與鰭條之間有缺口，側線鱗56-62片，上半身呈綠色，胸部和腹部為白色，側面有4-5條不規則形狀的深褐色橫帶，雄魚背鰭、臀鰭和尾鰭均勻呈暗色；雌魚背鰭、臀鰭和尾鰭有斑點，下腹部有網狀深色線條，背鰭硬棘21枚、背鰭軟條12枚、臀鰭硬棘2枚、臀鰭軟條22-23枚，體長可達13公分，棲息在海草生長的礁石區，以小型無脊椎動物為食，生活習性不明。